# Evangelische Kirche Exter

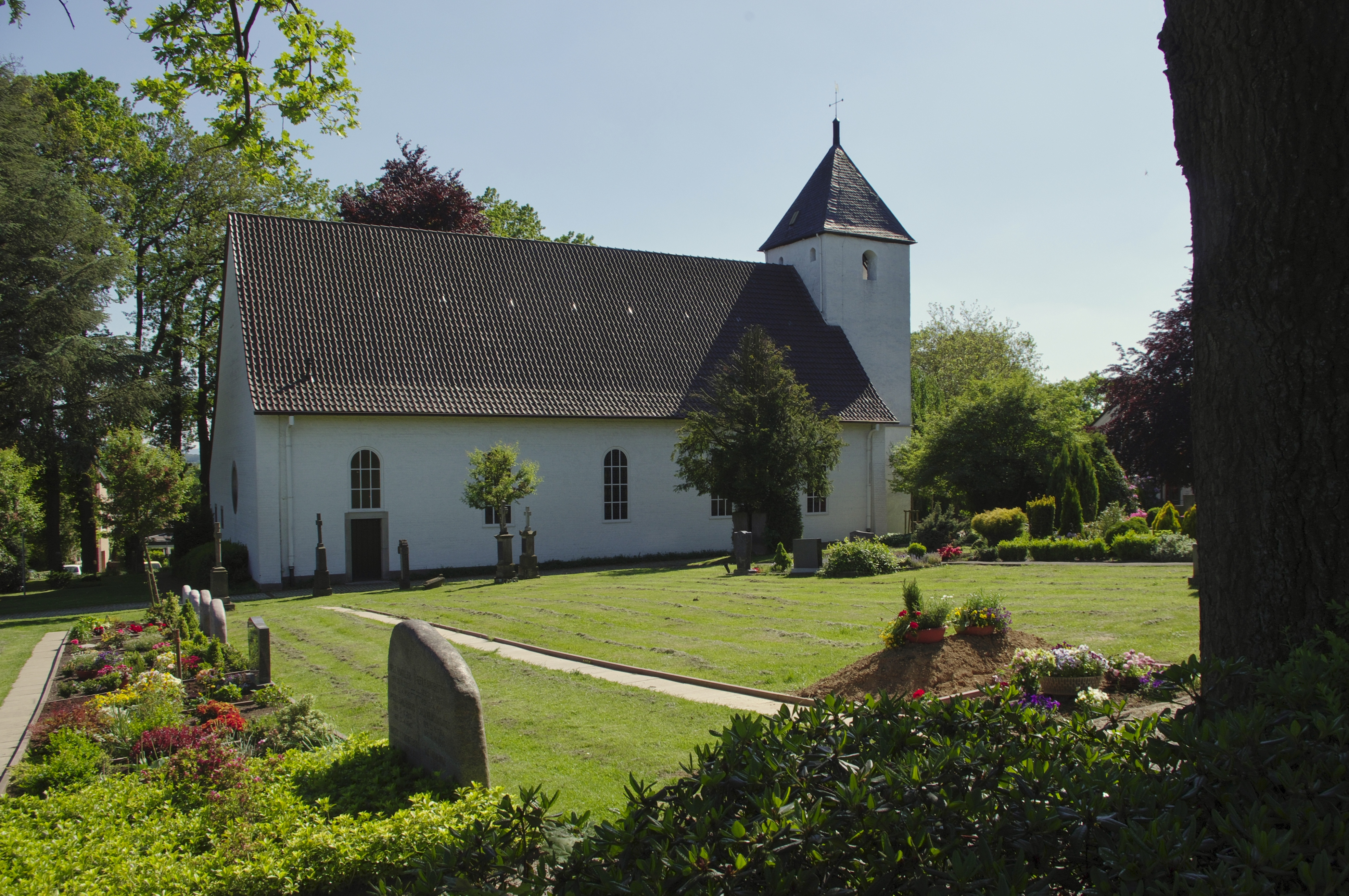
Ansicht von Nordosten

Die Evangelische Kirche im Stadtteil Exter der Stadt Vlotho ist die Pfarrkirche der Evangelisch-Lutherischen Kirchengemeinde Exter-Bonneberg, die dem Kirchenkreis Vlotho der Evangelischen Kirche von Westfalen angehört. Sie ist die erste und damit älteste evangelische Autobahnkirche in Deutschland.

## Geschichte

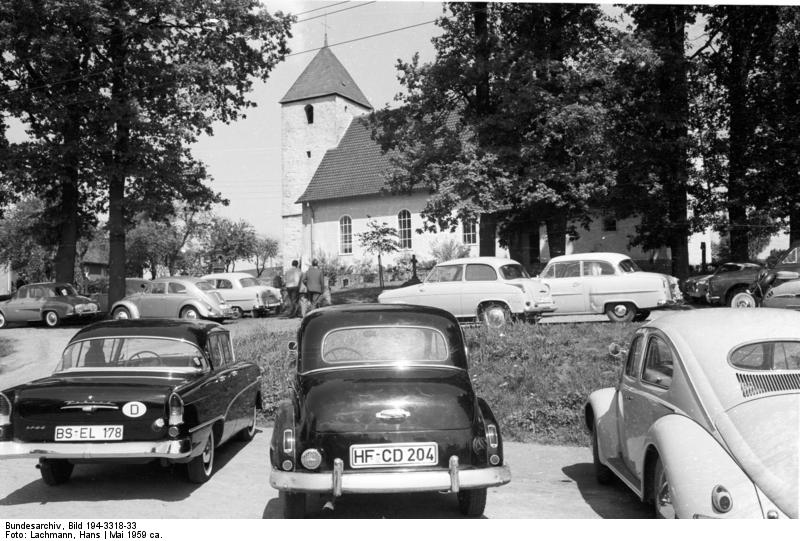
Einweihung der Autobahnkirche 1959

Die Bauerschaft Exter gehörte ursprünglich zur Marienkirche auf dem Stiftberg in Herford. 1666 wurde in Exter eine Kirchengemeinde gegründet und die erste Kirche erbaut. Von dieser ist nur der Turm erhalten, das Kirchenschiff wurde 1951 wegen Baufälligkeit abgerissen und durch einen Neubau ersetzt.
Im Mai 1959 wurde die Kirche, die nahe der Anschlussstelle 31 »Vlotho-West« der Bundesautobahn 2 liegt, als erste evangelische Kirche in Deutschland zur Autobahnkirche geweiht.
Am 7. Juli 2019 übertrug das ZDF einen Fernsehgottesdienst aus dieser Kirche.
Bis zum 31. August 2019 waren die Vlothoer Kirchengemeinden Exter und Bonneberg selbständig. Auch in der Stadt Vlotho wirkte sich die sinkende Kirchenmitgliederzahl aus, begleitet von einem landesweiten Rückgang des Kirchensteuer-Aufkommens. Die beiden Kirchengemeinden schlossen sich mit dem 1. September 2019 zur gemeinsamen Kirchengemeinde Exter-Bonneberg zusammen. In den jeweiligen Kirchenbauten werden wechselseitig die weiteren Gottesdienste abgehalten, zur Zeit geleitet durch eine kommissarische Pfarrerin. Einen eigenen Pfarrer hatten die Bonneberger seit einiger Zeit nicht mehr. Diese Aufgabe übernahmen jeweils die Betreuer der kirchlichen Nachbargemeinden.

## Architektur

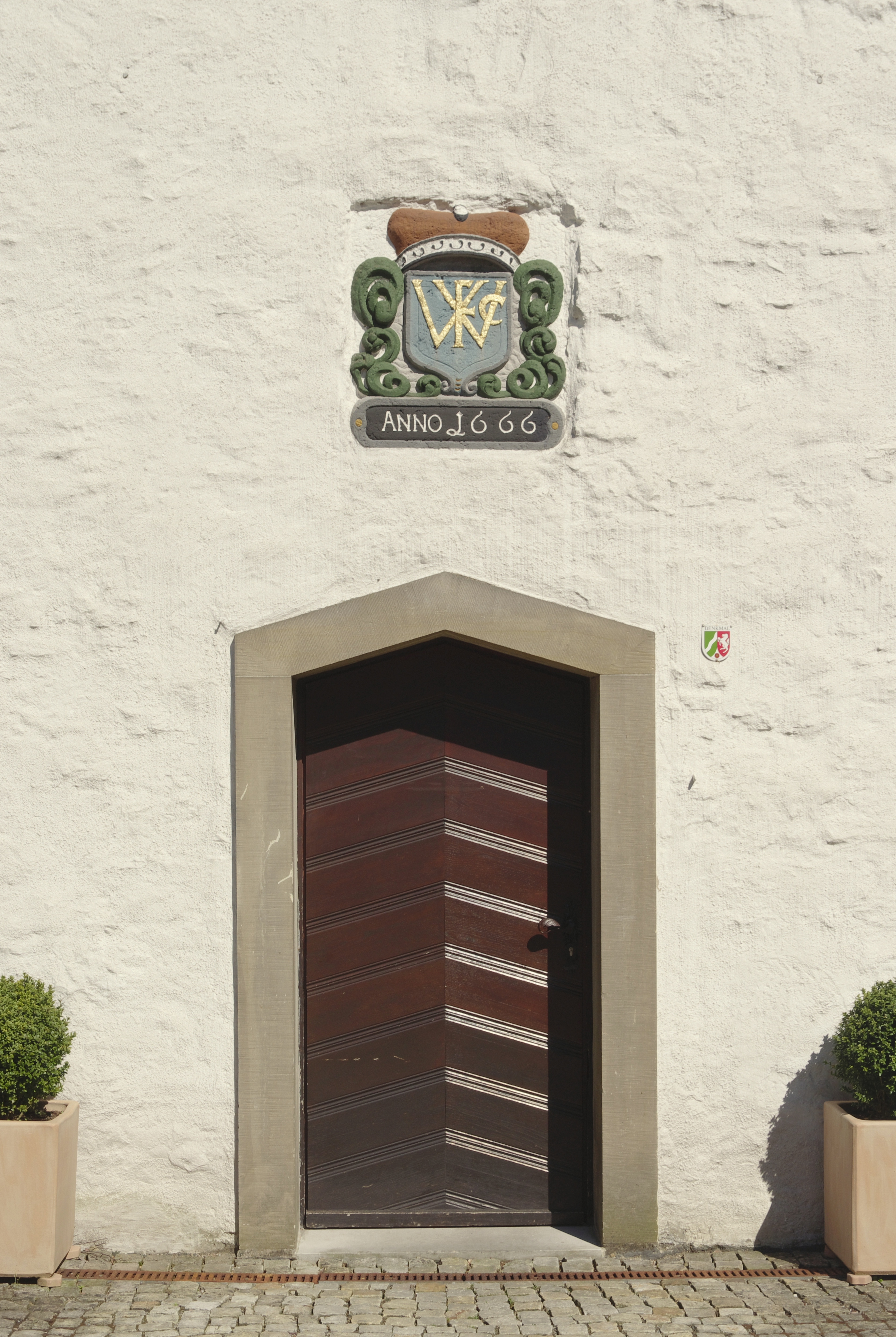
Turmeingang mit Wappenstein

Die ursprüngliche Renaissancekirche war ein Fachwerkbau. Der erhaltene massive Westturm hat rundbogige Schalllöcher und einen dreieckig geschlossenen Eingang an der Westseite. Ein Wappenstein über dem Turmeingang zeigt das Monogramm des brandenburgischen Kurfürsten Friedrich Wilhelm sowie das Gründungsjahr der Kirchengemeinde im Jahr 1666. Das alte Kirchenschiff wurde im Jahr 1951 durch einen massiven Stein-Neubau ersetzt. Der bisherige von vornherein massive Turm blieb erhalten. Er soll etwa zehn Jahre nach der Gründung der Kirchengemeinde errichtet worden sein.

## Ausstattung
Von der alten Innenausstattung sind die Kanzel und die Emporenbrüstung erhalten. Von den vier Glocken im Turm stammt eine aus dem Jahr 1920 als Nachguss einer zersprungenen, zwei aus dem Jahr 1954 und eine von 1964. Der Taufengel ist einer von vieren im Kirchenkreis Vlotho. Er ist eine Nachbildung des 1979 gestohlenen, der Mitte des 19. Jahrhunderts den vorherigen Taufstein ersetzte. Im Jahr 2007 wurde das Innere des Kirchenschiffes umfassend renoviert und neu gestaltet.
Hinzu kommt ein Kriegerehrenmal in Form von Gedenktafeln im Kirchengebäude.

## Orgel

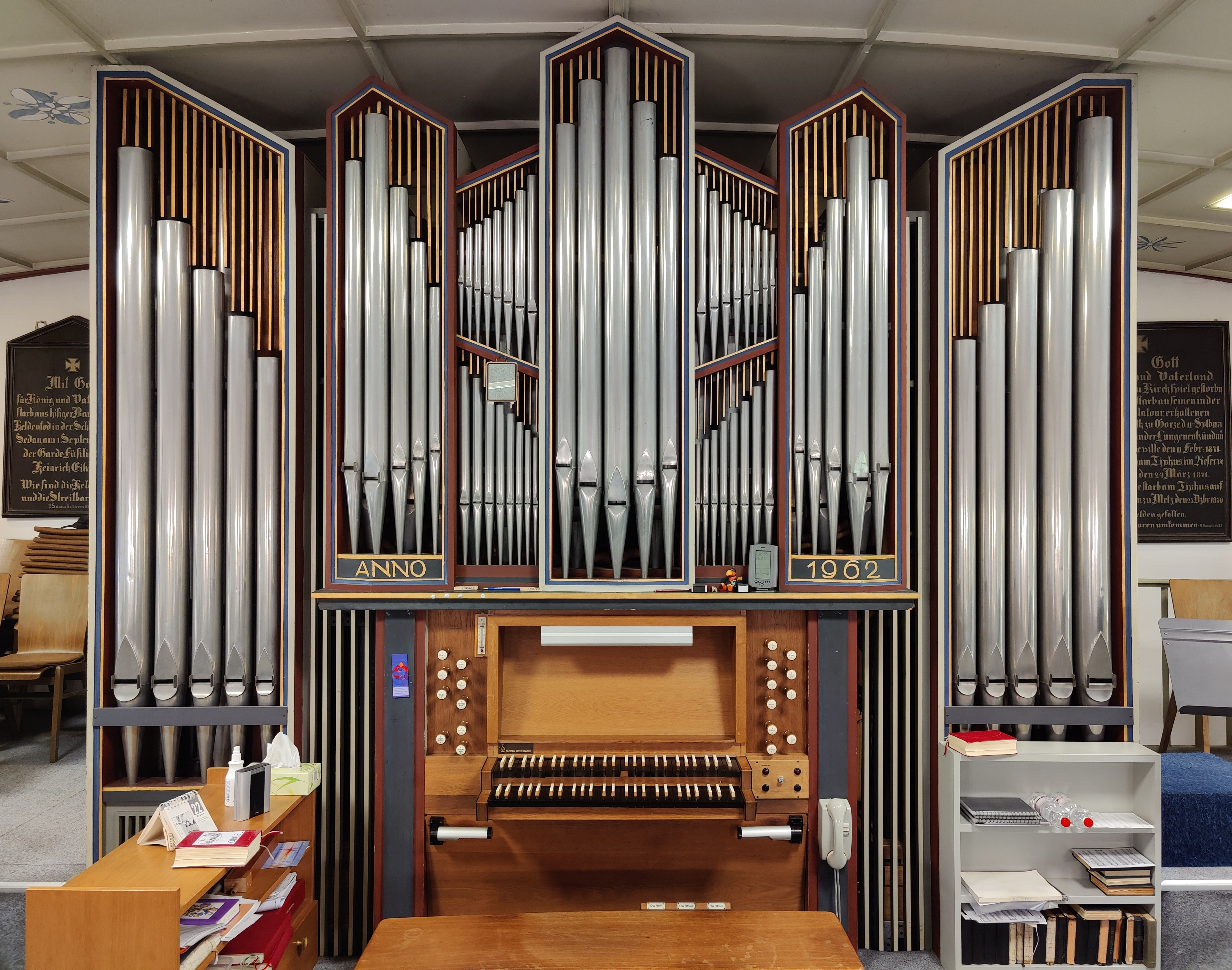
Steinmann-Orgel von 1962

Die Orgel wurde 1962 von der Firma Gustav Steinmann gebaut. Das Instrument verfügt über 19 Register, die auf zwei Manuale und Pedal verteilt sind. Die Disposition lautet wie folgt:
| I Hauptwerk C–g3 |       |
| Prinzipal        | 8′    |
| Rohrflöte        | 8′    |
| Oktave           | 4′    |
| Nasat            | 2 ⁄3′ |
| Oktave           | 2′    |
| Waldflöte        | 2′    |
| Mixtur IV        |       |

| II Oberwerk C–g3 |    |
| Gedackt          | 8′ |
| Rohrflöte        | 4′ |
| Salizet          | 4′ |
| Prinzipal        | 2′ |
| Sesquialtera II  |    |
| Trompetenregal   | 8′ |

| Pedal C–f1  |     |
| Subbass     | 16′ |
| Prinzipal   | 8′  |
| Gedecktbass | 8′  |
| Choralflöte | 4′  |
| Fagott      | 16′ |
| Trompete    | 8′  |

- Koppeln: II/I, I/P, II/P

## Außengelände

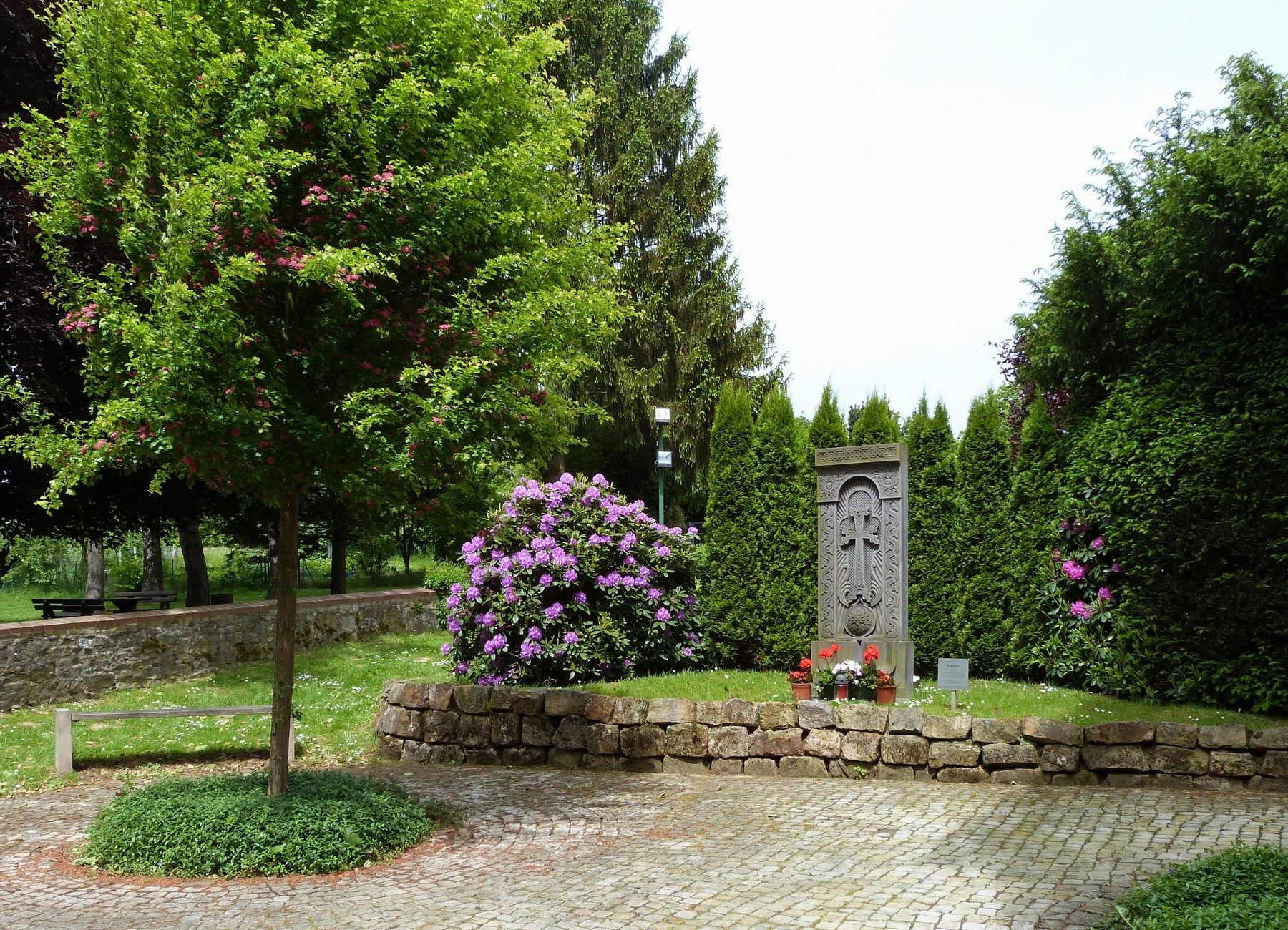
Armenischer Kreuzstein an der Autobahnkirche Exter

Im Eingangsbereich des Turmes befindet sich ein Armenischer Kreuzstein mit Darstellung des Kreuzes als Lebensbaum, der über der Weltenkugel thront. Er ist Spende einer im Ort lebenden armenischen Flüchtlingsfamilie, die so ihren Dank für die freundliche Aufnahme im Ort zeigt. Eingeweiht wurde er am 2. Mai 2008. Er wurde auch als Gedenkkreuz für die Todesopfer im Straßenverkehr aufgestellt, besonders für die, die im Bereich der Autobahnkirche ums Leben kamen, der als einer der gefährlichsten Abschnitte der A2 gilt.
Im Außengelände befindet sich für auswärtige Besucher ein kleiner Rastplatz in der Nähe der im Jahr 2007 im danebenstehenden Gemeindehaus eingerichteten sanitären Anlagen, die die vorherigen unzureichenden ersetzten. Noch erhaltene Grabsteine aus der Zeit der Gründung der Kirchengemeinde im 17. Jahrhundert sind auf der Südseite des Kirchenschiffes zu sehen. Der Friedhof wies bis zum Ausbau der A2 um das Jahr 2000 als Besonderheit aus, dass die Zufahrt in Richtung Hannover von den Gräbern nur durch eine Mauer bzw. Hecke getrennt über das Friedhofsgelände verlief.

## Pastoren
Seit ihrer Gründung 1666 haben in der Kirchengemeinde Exter 17 Pastoren gewirkt:
- 1666–1706: Gerhard Georg Arcularius
- 1706–1747: Johann Gerhard Arcularius, Sohn des ersten Pastors
- 1747–1769: Carl Fürstenau
- 1769–1777: Anton Gottfried Hambach
- 1777–1784: Johann Nicolaus Köcker
- 1784–1795: Heinrich Peter Erdsiek
- 1796–1807: Daniel Pemeier
- 1808–1836: Andreas Christian Carl Baumann
- 1836–1860: Carl Heinrich Christian Lohmeyer
- 1860–1870: Leonhard Friedrich Theodor Wedepohl
- 1870–1909: Friedrich Wilhelm Brünger
- 1909–1937: Heinrich Gottlieb Brünger, Sohn des vorherigen Pastors
- 1938–1948: Heinrich Bültemeier
- 1948–1974: Wilhelm Gröne
- 1974–2001: Ulrich Holtkamp
- 2001–2021: Ralf Steiner
- 2021–2023: Gerda Gödde
- 2023–2024: Renate Wefers